# Francien
Francien kallas ibland den dialekt som lär ha existerat i Paris-området. Det finns inga skriftliga dokument från denna region under de första århundradena under fornfranskan, vilket gör att centralfranskans vara eller icke vara diskuteras flitigt bland språkvetare. Under 1200-talet blir Paris allt viktigare och dess förste författare blir Rutebeuf. Centralfranska bildar vidare grund för den moderna franskan.